# Sprzedana narzeczona
Sprzedana narzeczona (ces. Prodaná nevěsta IPA: [ˈpɾɔdana ˈnɛvʲjɛsta]) – opera buffa w trzech aktach kompozycji Bedřicha Smetany z librettem Karela Sabiny, której prapremiera odbyła się 30 maja 1866 w Pradze.
Jedna z najpopularniejszych oper twórców słowiańskich, która na stałe weszła do światowego repertuaru operowego. Charakteryzuje się inspiracją muzyką ludową oraz rytmami tańców narodowych (przy czym kompozytor nie wykorzystał ani jednej melodii ludowej), a jako „opera patriotyczna” porównywana jest do Życia za cara Michaiła Glinki oraz Strasznego dworu Stanisława Moniuszki. Dzieło wystawiane było ponad tysiąc razy, zaś jego uwertura grana jest jako osobny utwór koncertowy. Prapremiera Sprzedanej narzeczonej uznawana jest za początek czeskiej szkoły narodowej.

## Historia
Alfred Einstein pisał o Sprzedanej narzeczonej:

W operze tej wszystko jest czeskie: język, stroje, miejsce akcji, przede wszystkim zaś muzyka z tańcami i rytmami zaczerpniętymi z folkloru. Charakter narodowy nie wyczerpuje wszakże wszystkich właściwości opery. I gdy się na nią spojrzy od strony czysto muzycznej , widać dopiero ile ona zawdzięcza wczesnoromantycznej muzyce wiedeńskiej, zwłaszcza Schubertowi, i jak niewiele jest w niej rzeczy, do których autorstwa nie mógłby się przyznać sam Schubert.

W 1861 Smetana dyskutował z Františkiem Riegerem na temat tego „czy
czeska pieśń ludowa mogłaby służyć jako podstawowy element do stworzenia opery”. Rieger odpowiadał na to pytanie twierdząco. Wg muzyków reprezentujących środowisko konserwatywne było to nie tylko możliwe, ale i pożądane - naśladownictwo muzyki ludowej stanowiło ich zdaniem jedyną formą uprawiania muzyki narodowej. Smetana uważał, iż takie działanie doprowadziłoby do powstania swoistego potpourri, które nie stanowiłoby jednolitego utworu, w związku z czym postanowił napisać dzieło sceniczne niezawierające melodii pochodzących z muzyki ludowej.

## Osoby[1]
- Kruszyna (wieśniak) – baryton
- Ludmiła (żona Kruszyny) – sopran

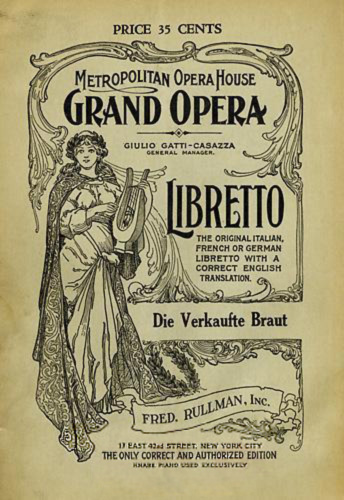
Okładka libretta wydanego przez Metropolitan Opera w 1908

- Marzenka (córka Kruszyny i Ludmiły) – sopran
- Micha (gospodarz) – bas
- Hanka (żona Michy) – mezzosopran
- Jenik (syn Michy, pasierb Hanki) – tenor
- Waszek (syn Michy i Hanki) – tenor
- Kecal (swat) – bas
- Springer (dyrektor trupy) – tenor
- Esmeralda (tancerka) – sopran
- Muff (aktor trupy) – tenor
- wieśniacy i wieśniaczki - chór